# Захаров Володимир Григорович
Володи́мир Григо́рович Заха́ров (*18 травня 1901, копальня при Богодуховськой балці, Донбас (входить до складу сучасного Донецька) — †13 липня 1956, Москва)  — композитор, хоровий диригент, народний артист СРСР (1944), художній керівник хору ім. П'ятницького з 1932 року. Лауреат трьох Сталінських премій (1942, 1946, 1952), нагороджений орденом Леніна.
Народився на Донбасі. З 1912 по 1921 р. жив у Таганрозі. Музичну освіту отримав у Ростовській консерваторії. З 1931 року працював з хором ім. П'ятницького, був музичним керівником (разом із Петром Казьміним) і композитором. Створив для цього колективу ряд пісень, що отримали визнання в СРСР, зокрема «Ой, туманы мои», «Песня о России», «И кто его знает».